# Herbert Ferber
Herbert Ferber (geboren als Herbert Ferber Silvers) (New York, 30 april 1906 – North Egremont (Berkshire County, Massachusetts), 20 augustus 1991) was een Amerikaanse schilder en beeldhouwer.

## Leven en werk
Ferber volgde tot 1927 een studie tot tandarts aan de Dental School van de Columbia-universiteit in New York. Reeds in 1926 volgde hij avondklassen aan het Beaux-Arts Institute of Design, eveneens in New York. Hij bezocht Europa en maakte kennis met het werk van de Duitse beeldhouwer Ernst Barlach en andere Duitse Expressionisten. In 1930 studeerde hij gedurende een korte tijd aan de National Academy of Design en hij kreeg in dat jaar een beurs van de Louis Comfort Tiffany Foundation. Hij was daarna werkzaam als tandarts en actief als abstract expressionistisch kunstenaar. In 1936 sloot Ferber zich aan bij de Artists' Union, maar in 1940 was hij de medeoprichter van de dissidente Federation of Modern Painters and Sculptors, met onder anderen de kunsthistoricus Meyer Schapiro en de abstracte kunstenaars Adolph Gottlieb, Ilya Bolotowsky en David Smith.
In 1959 nam Ferber deel aan documenta II in Kassel en in 1971 was zijn werk te zien tijdens de elfde Biënnale Middelheim in Antwerpen.
Het werk van Ferber bevindt zich in vele musea en beeldenparken in de Verenigde Staten en Europa.

## Werken (selectie)
- National Gallery of Art in Washington D.C. : Homage to Piranesi V (1965/66)
- Hirshhorn Museum and Sculpture Garden in Washington D.C. : Personage No. 1 (1957) en Pointer (1957/58)
- Smithsonian American Art Museum in Washington D.C. : Gray Sculpture (1954)
- Whitney Museum of American Art in New York : The Flame (1949), Running Water (1956), The Sun, the Moon and the Stars (1956) en Sun Wheel (1956)
- Metropolitan Museum of Art in New York : To Fight Again (1940)
- Guggenheim Museum in New York : Game No. 2 (1950) en Sculpture No. 1 (1953)
- Museum of Modern Art in New York : Portrait of Jackson Pollock (1949), If I Touch Them They Bleed (Game I) (1949), The Bow (1950/1969), He is not a Man (1950), Roof Sculpture with S Curve, II (1954/69) en Homage to Piranesi I (1962)
- Storm King Art Center in Mountainville (New York) : Untitled en Konkapot II (1972)
- Norton Simon Museum in Pasadena (Californië) : Egremont II (1972)
- Albright-Knox Art Gallery in Buffalo (New York) : Green Sculpture II (1954)
- Grand Rapids Art Museum in Grand Rapids (Michigan) : Manifestation No. 2 (1949)
- Jane Voorhees Zimmerli Art Museum, Rutgers-universiteit in New Brunswick (New Jersey): meer dan 20 werken